# Olympische Winterspiele 1992/Teilnehmer (Chile)
| Gelbes Symbol für Goldmedaillen mit stilisierten Olympischen Ringen | Graues Symbol für Silbermedaillen mit stilisierten Olympischen Ringen | Braundes Symbol für Bronzemedaillen mit stilisierten Olympischen Ringen |
| ------------------------------------------------------------------- | --------------------------------------------------------------------- | ----------------------------------------------------------------------- |
| —                                                                   | —                                                                     | —                                                                       |

Chile nahm an den Olympischen Winterspielen 1992 im französischen Albertville mit einer Delegation von fünf männlichen Athleten teil.

## Teilnehmer nach Sportarten

### Ski Alpin
Herren:
- Nils Linneberg
Abfahrt: ausgeschieden
- Diego Margozzini
Riesenslalom: 55. Platz
- Paulo Oppliger
Abfahrt: 35. Platz
Super-G: 32. Platz
Kombination: disqualifiziert
- Alexis Racloz
Abfahrt: 40. Platz
Super-G: 64. Platz
Riesenslalom: 49. Platz
Kombination: 34. Platz
- Mauricio Rotella
Super-G: 59. Platz
Riesenslalom: 51. Platz
Kombination: ausgeschieden